# Rivière Ha! Ha!
Der Rivière Ha! Ha! ist ein Zufluss des Saguenay-Fjords in der Verwaltungsregion Saguenay–Lac-Saint-Jean im Osten der kanadischen Provinz Québec.

## Flusslauf
Der Rivière Ha! Ha! entspringt in den Laurentinischen Bergen im Schutzgebiet Réserve fauniqe des Laurentides. Von dort fließt er in überwiegend nördlicher Richtung durch das Gemeindegebiet von Ferland-et-Boilleau. Er durchfließt dabei den abflussregulierten See Lac Ha! Ha!. Danach befinden sich 5 Wehre entlang dem Flusslauf. Kurz vor Erreichen der von Saguenay eingemeindeten Stadt La Baie durchfließt er eine Schlucht. Er wendet sich anschließend nach Nordosten, durchfließt den Ortsteil La Grande Baie und mündet schließlich in die am Südufer des Saguenay-Fjords gelegene Bucht Baie des Ha! Ha!. Die Route 381 führt streckenweise entlang dem Flusslauf. Der Rivière Ha! Ha! hat eine Länge von etwa 60 km. Er entwässert ein Areal von 609 km². Sein Einzugsgebiet grenzt im Westen an das des Rivière à Mars, der ebenfalls in die Baie des Ha! Ha! mündet.

## Gedeckte Brücken
Die gedeckte Brücke Pont du Lac Ha! Ha! (⊙) überspannt den Fluss unterhalb des Lac Ha! Ha!.

## Dammbruch 1996
Am 20. Juli 1996 kam es nach starken Niederschlägen am Oberlauf des Flusses am Lac Ha! Ha! zu einem Dammbruch. Der aus Lehm bestehende Kern des Staudamms wurde aufgeweicht und weggespült. 30 Millionen m³ Wasser flossen daraufhin talabwärts. Die Überflutungen zerstörten ein Teilstück der Route 381 am Flussufer und setzten Teile von La Grande Baie unter Wasser. Die Flutwelle führte auch zu Sedimentablagerungen am Unterlauf des Flusses. Der Staudamm am Lac Ha! Ha! wurde im Folgejahr als Betonkonstruktion erneuert.